# Política da Dominica
Política da Dominica ocorre em um quadro de uma república parlamentar democrática representativa , no qual o primeiro-ministro da Dominica é o chefe de governo, e de um  sistema multipartidário, o  poder executivo é exercido pelo governo, o poder legislativo é investido tanto no Governo e na Casa da Assembleia. O Judiciário é independente dos poderes executivo e legislativo.

## Poder Executivo
| Cargo             | Nome                    | Partido | Desde            |
| ----------------- | ----------------------- | ------- | ---------------- |
| Presidente        | Eliud Thaddeus Williams |         | 17 Setembro 2012 |
| Primeiro-ministro | Roosevelt Skerritt      | DLP     | 8 Agosto 2004    |
| Líder da Oposição | Hector John             | UWP     | 19 Julho 2010    |

Um presidente e primeiro-ministro compõem o Poder Executivo. Nomeado pelo primeiro-ministro, em consulta com o líder do partido da oposição, o presidente é eleito para um mandato de 5 anos pelo parlamento. O Presidente nomeia como primeiro-ministro a pessoa que comandam a maioria dos representantes eleitos no Parlamento e também aponta, sobre a recomendação do primeiro-ministro, membros do parlamento como ministros. O primeiro-ministro e o gabinete são os responsáveis pelo parlamento e pode ser removida em um voto de desconfiança.

## Poder Legislativo
A Casa da Assembleia tem 32 membros. 21 membros são eleitos para um mandato de cinco anos no banco único circunscrições. 9 membros são senadores nomeados pelo Presidente; 5 a conselho do Primeiro-Ministro e 4 a conselho do líder da oposição. Um Orador é eleito pelos membros eleitos após uma eleição. Há também um membro ex-officio, o funcionário da casa. O chefe de estado - o presidente -é eleito pela Assembleia Legislativa. Os representantes regionais decidem se os senadores devem ser eleitos ou designados. Se for nomeado, cinco são escolhidos pelo presidente com o conselho do primeiro-ministro e quatro com o conselho do líder da oposição. Se eleito, é por votação dos representantes regionais. As eleições para deputados e senadores deve ser realizada pelo menos a cada cinco anos, embora o primeiro-ministro pode convocar eleições a qualquer momento.
Dominica tem um sistema bipartidário, o que significa que existem dois partidos políticos dominantes, com extrema dificuldade de alguém para alcançar o sucesso eleitoral sob a bandeira de qualquer outro partido. Dominica teve uma vez um sistema de três partidos, mas nos últimos anos o Partido Trabalhista da Dominica e o grandemente diminuído Partido da Liberdade da Dominica criaram uma coalizão.

## Partidos políticos e eleições
Predefinição:Eleição legislativa na Dominica em 2009

## Poder Judiciário
O Sistema legal da Dominica é baseado no direito comum Inglês. Existem três tribunais de magistrado, com recurso apresentado ao tribunal de recurso do Caribe Oriental e, em última instância, para o Comité Judicial do Conselho Privado em Londres.

O Tribunal de Recurso da Suprema Corte do Caribe Oriental está sediada em Santa Lúcia, mas pelo menos um de seus 16 juízes do Tribunal Superior devem residir em Dominica e presidir o Supremo Tribunal de Justiça. Atuais juízes do Tribunal Superior da Dominica são o Hon. Brian Cottle e o Hon. M. E. Birnie Stephenson-Brooks.

## Divisões administrativas
Conselhos eleitos por sufrágio universal governam a maioria das vilas. Suportados em grande parte pela tributação de imóveis, os conselhos são responsáveis pela regulação dos mercados e ao saneamento e à manutenção de estradas secundárias e outras amenidades municipais. A ilha também é dividida em 10 paróquias, cuja administração não está relacionada com os governos de vilas: Saint Andrew, Saint David,  Saint George, Saint John, Saint Joseph, Saint Luke, Saint Mark, Saint Patrick, Saint Paul, e Saint Peter.

## Participação de organização internacional
ACCT, ACP, ALBA, Caricom, CDB, ECLAC, FAO, G-77, IBRD, ICC, ICRM, IDA, IFAD, IFC, IFRCS, ILO, IMF, IMO, Interpol, IOC, ITU, ITUC, NAM (observador), OAS, OECS, OPANAL, OPCW, UN, UNCTAD, UNESCO, UNIDO, UPU, WHO, WIPO, WMO, WTrO

## Leituras
- Matthias Catón: "Dominica" in: Elections in the Americas. A Data Handbook, vol. 1, ed. by Dieter Nohlen. Oxford University Press, Oxford, 2005: pp. 223–237 ISBN 0-19-928357-5